# Rugby Fronteira Sul
O Rugby Fronteira Sul é um clube de Rugby da cidade de Bagé, Rio Grande do Sul, Brasil. Fundado no final de 2008 e filiado na Federação Gaúcha de Rugby.

## História
A equipe Rugby Fronteira Sul foi criada no final do ano de 2008. Formada na sua maioria por alunos da Universidade Federal do Pampa (Unipampa) a equipe foi crescendo aos poucos, devido ao esporte ser pouco conhecido na cidade e no Rio Grande do Sul.
Vários jogadores oriundos da Unipampa também eram acadêmicos de Engenharia.
No começo de 2009 o Fronteira Sul perdeu alguns jogadores, chegando a treinar com apenas nove atletas, ao ponto de não conseguir formar um jogo-treino aos sábados, apenas treinando sua parte física, técnica e algumas vezes táticas.
O Fronteira Sul, até a metade de 2009, nunca havia jogado contra equipes de outras cidades, apenas com treinos internos, como aperfeiçoamento. Foi neste período que o  Rugby Fronteira Sul fez dois amistosos contra equipes tradicionais do Rio Grande do Sul. Contou com apenas sete jogadores e acabou perdendo os dois jogos por pouca diferença, o que deu ânimo ao clube.
O plantel da equipe começou a aumentar e foi possível reunir, depois desses dois amistosos,  dezesseis jogadores que, com muito esforço, compareciam praticamente todos os sábados nos treinamentos.
A equipe viu então, a partir daquele momento, que um nova força surgia no Rio Grande do Sul, embora atualmente este pensamento se mostre incorreto.

## Objetivos
Difundir e incentivar os valores fundamentais da filosofia do Rugby: união, disciplina, respeito, companheirismo, fraternidade e espírito de equipe.
Promover e participar de torneios e campeonatos de âmbito regional, pensando mais a diante nacionalmente e internacionalmente;
Incentivar e proporcionar aos seus atletas o intercâmbio esportivo entre outros clubes, associações, federações no RS, como forma de aperfeiçoamento técnico;
Desenvolver ações esportivas e sociais para motivar a união de seus atletas e associados.

## Títulos
Categoria Adulto Masculino
- Campeão Gaúcho de Rugby Seven (2010) .[1]

- Circuito Gaúcho de Rugby Sevens 3º lugar (2009)[2]